# Catedral del Santo Nombre de Jesús (Steubenville)
La Catedral del Santo Nombre de Jesús  (en inglés: Cathedral of the Holy Name of Jesus) Es una catedral católica en Steubenville, Ohio, Estados Unidos. Es la sede de la diócesis de Steubenville.
La Parroquia de Santo Nombre fue fundada en 1885. La estructura actual se completó en 1890 y fue reconstruida en 1957. Se convirtió en una catedral cuando la Diócesis de Steubenville se estableció en 1945.
El 8 de junio de 2008, bajo el mandato del Obispo R. Daniel Conlon, la parroquia del Santo Nombre se fusionó con la de Santo Rosario, San Antonio, San Pío X, San Estanislao y las parroquias de Cristo Rey para formar la Parroquia Triunfo de la Cruz bajo el liderazgo del Rev. Tim McGuire. La parroquia tiene servicios religiosos en la Catedral del Santo Nombre y en la Iglesia del Santo Rosario.
El obispo Conlon comenzó a recaudar fondos para construir una catedral para albergar a la parroquia en el lado oeste de Steubenville. Después de recaudar 8,5 millones de dólares, decidió en noviembre de 2011 que sería demasiado arriesgado incurrir en la construcción con las grandes deudas que requeriría y archivó el plan. En junio de 2013, el sucesor de Conlon, obispo Jeffrey Monforton, anunció que la diócesis mantendría la actual catedral y la renovaría para enfrentar los retos de la región. Su plan incluyó una tecnología mejorada para permitir la difusión de misas y otros eventos a los que no pudieran asistir, la instalación de sistemas de seguridad para permitir la visita 24 horas y la restauración de las torres que fueron removidas en una renovación de 1957. Agregó que cuando sea posible, la diócesis emplearía a residentes y empresas locales para realizar el trabajo y que la diócesis trabajaría con la Iglesia Ortodoxa Griega de la Santísima Trinidad y la Biblioteca Pública de Steubenville y el Condado de Jefferson para revitalizar el barrio.

## Véase también

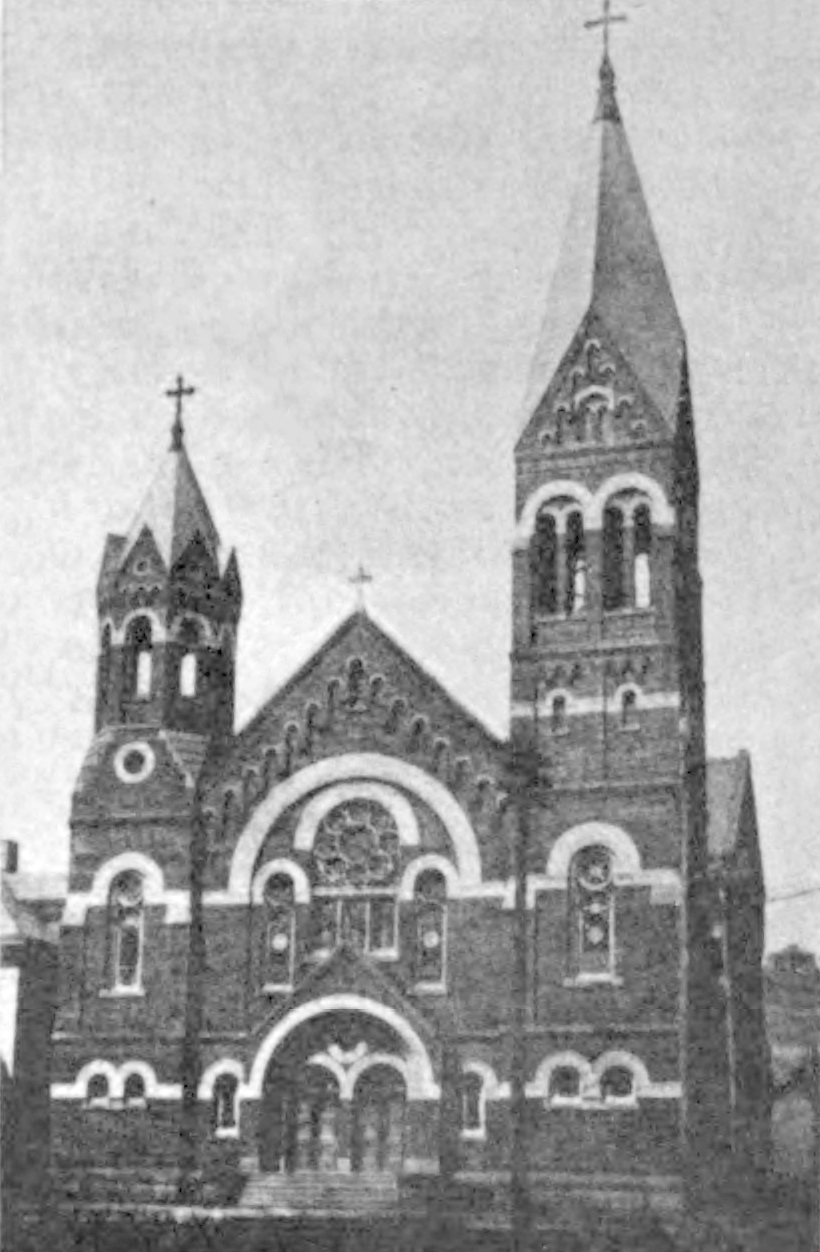
Vista de la antigua catedral en 1910